# Igor (Kiewer Rus)

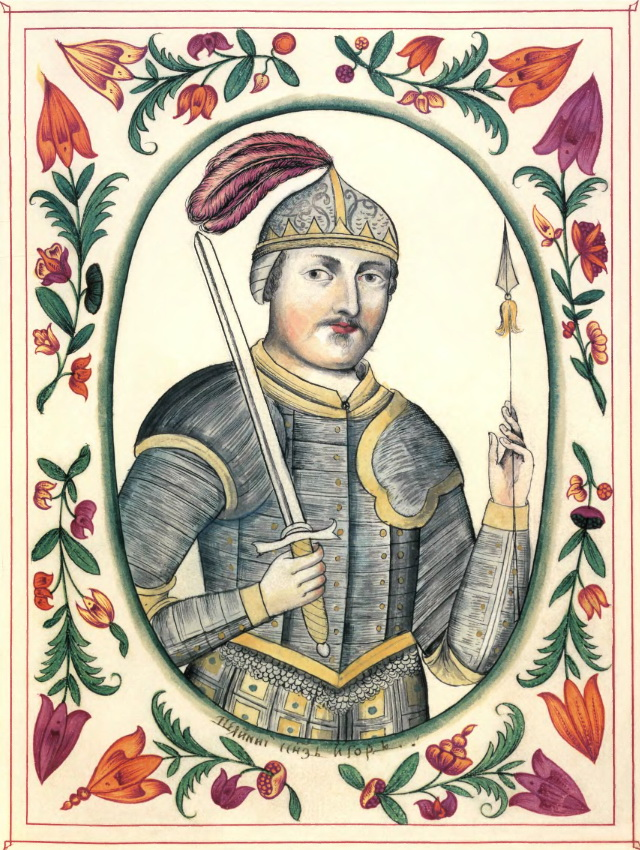
Igor von Rus

Igor Rjurikowitsch (kirchenslawisch Игорь Рюриковичь Igorǐ Rjurikovičǐ; altnordisch Ingvarr; * vor 879; † 945) war von 912 bis 945 der Herrscher über die Kiewer Rus. Er ist einer der ersten Kiewer Fürsten, der mit einiger Sicherheit wirklich gelebt hat und keine Legendengestalt war.

## Leben
Igor war gemäß Überlieferung der Sohn des – in seiner Historizität umstritteneren – Herrschers Rjurik. Bei dessen Tod 879 war Igor noch ein Kind, worauf Oleg der Weise bis zu seinem auf 912 datierten Tod die Regentschaft übernahm.
Nach Igors Herrschaftsantritt führte er zunächst Krieg gegen den slawischen Stamm der Drewljanen, der versucht hatte, seine Tributspflicht gegenüber Kiew abzuschütteln. 914 unterwarf er sie und zwang ihnen einen erhöhten Tribut auf. Ein Jahr später gelang es ihm, mit dem mächtigen Nomadenstamm der Petschenegen Frieden zu schließen, was vorerst einen Angriff auf Kiew verhinderte. Doch bereits 920 gab es neue Kämpfe mit diesem Volk.
941 erschien Igor mit einer großen Flotte vor Konstantinopel, mit dem in den Jahren zuvor friedliche Handelsbeziehungen bestanden hatten. Nachdem die Kiewer das Umland der Stadt verwüstet hatten, mussten sie sich aber der byzantinischen Armee geschlagen geben und sich zurückziehen. Als Reaktion auf den Angriff scheint Byzanz die Handelsvergünstigungen gestrichen zu haben, die Kiewer Händler bis dahin genossen hatten. Mit einem neuen Kriegszug 944 scheint Igor versucht zu haben, die Wiederherstellung dieser Privilegien zu erzwingen. Die Byzantiner schickten ihm eine Delegation entgegen, die erneute, wenn auch nicht mehr ganz so vorteilhafte Handelsprivilegien für Kiew aushandelte.
945 wandte sich Igor erneut den Drewljanen zu. In einem ersten Kriegszug setzte er eine Erhöhung der Tribute durch. Als er kurz darauf einen erneuten Feldzug vorbereitete, wurde er von Drewljanen erschlagen. Die Regentschaft für Igors minderjährigen Sohn Swjatoslaw I. übernahm dessen Mutter und Igors Frau Olga.